# Акараму
Акараму, అ (అకారం) — а, первая буква алфавита телугу, ненапряжённый гласный среднего ряда нижнего подъёма. В названии కారం (cāram) означает буквально «буква», «-му» — суффикс существительного, опускаемый в санскрите, но обязательный в телугу. В начале слова пишется алфавитная буква акараму, внутри слова пишется с помощью знака талакатту — надстрочная часть буквы в виде «✓», обозначающая короткий гласный «а». Долгий звук «А» соответствует второй букве алфавита телугу ఆ и обозначается на письме знаком диргхаму ా. Соответствующие коды юникода: U+0C05 అ ,U+0C72 ౲  и U+0C3E ా .